# 山内ビル
山内ビル（やまうちびる）は、大阪市西区土佐堀にある歴史的建造物。鉄筋コンクリート造4階建てのスパニッシュ風褐色タイル貼りのビルである。
正式名称は「山内香法律特許事務所」
現在は「香」の文字のプレート部分が建物の劣化なのか何らかの理由で消えた状態になっている

## 概要
1930（昭和5）年に法律特許事務所として建てられた。
建物は2000年に登録有形文化財に登録され、カフェとして使用されている。設計者は今北乙吉。